# 蕉城区
蕉城区（しょうじょう-く）は中華人民共和国福建省寧徳市に位置する市轄区。

## 歴史
933年（長興4年）に寧徳県が設置される。1988年に県級市に昇格する。1999年に寧徳地区が地級市に昇格した際に、旧寧徳県が蕉城区に改編され現在に至る。

## 行政区画
下部に2街道、11鎮、2郷、1民族郷を管轄する
- 街道
  - 蕉南街道、蕉北街道
- 鎮
  - 城南鎮、漳湾鎮、七都鎮、八都鎮、九都鎮、霍童鎮、赤渓鎮、洋中鎮、飛鸞鎮、三都鎮、虎貝鎮
- 郷
  - 洪口郷、石後郷
- 民族郷
  - 金涵シェ族郷

## 交通

### 鉄道
- 中国国家鉄路集団
  - 温福線、衢寧線（中国語版）
    - 寧徳駅

### 道路
- 高速道路
  -  瀋海高速道路
  -  甬莞高速道路（中国語版）
- 国道
  - G104国道（中国語版）
  - G228国道
  - G237国道（中国語版）